# Acalypha sehnemii
Acalypha sehnemii är en törelväxtart som beskrevs av Antonio Costa Allem och Bruno Edgar Irgang. Acalypha sehnemii ingår i släktet akalyfor, och familjen törelväxter. Inga underarter finns listade i Catalogue of Life.